# Center Point (Iowa)
Center Point – miasto w Stanach Zjednoczonych, w stanie Iowa, w hrabstwie Linn. 

## Demografia
Zgodnie ze spisem statystycznym z 2000, miasto liczyło 2007 mieszkańców. W 2023 liczba mieszkańców wzrosła do 2549 osób, a gęstość zaludnienia przekroczyła 411 osób/km².